# Plaza Belgrano (La Plata)
La Plaza General Belgrano se encuentra ubicada en la ciudad de La Plata, Provincia de Buenos Aires, República Argentina. Está ubicada entre las calles 12, 14, 39 y 40.
En el trazado original de la ciudad proyectado en 1882, esta plaza de 2 hectáreas iba a ser un parque de 8 hectáreas rodeado por las calles 36, 40, 12 y 14 (de iguales dimensiones que el Parque Saavedra). Lamentablemente 6 de esas 8 hectáreas no pudieron ser expropiadas y fueron usadas para edificar, quedando solo un cuarto de la superficie original. Además, al igual que Plaza Italia, este espacio verde quedó separado en dos partes al ser atravesado por una avenida, en este caso la Avenida 13.
El nombre se le asignó por una ordenanza municipal, en 1901. La inauguración formal fue el 4 de diciembre de 1941.
En el sector entre las calles 13 y 14 se encuentra el Monumento a la Bandera, inaugurado el 20 de junio de 1971. En esa fecha también se realizaron modificaciones a la plaza, como la nivelación del terreno, apertura de los caminos interiores, plantación de nuevos árboles, construcción de veredas perimetrales, construcción de la platea de acceso, iluminación e instalación de juegos.

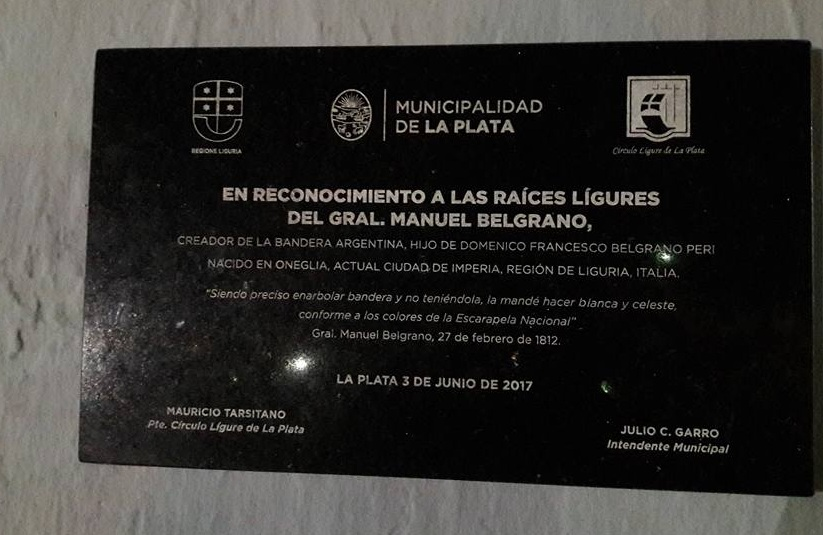

## Enlaces relacionados
- Plazas de La Plata
- La Plata